# اردوبنیه
اردوبِنیِه (به مجاری: Erdőbénye) یک استان در مجارستان است که در ناحیه توکای واقع شده‌است. اردوبنیه ۴۵٫۸۰ کیلومتر مربع مساحت دارد.

## خواهرخوانده
شهر Ciumani خواهرخواندهٔ اردوبنیه هست.